# Karl Hillebrand
Karl Hillebrand (Giessen, 17 settembre 1829 – Firenze, 19 ottobre 1884) è stato uno storico e saggista tedesco, figlio di Joseph Hillebrand (1788-1871), storico e filosofo.

## L'esilio
Studente all'Università di Heidelberg, partecipò al movimento rivolutionario e per questo fu imprigionato a Rastatt da cui riuscì a evadere vivendo per un certo periodo tra Strasburgo, Parigi e Bordeaux.
Dopo avere ottenuto il dottorato alla Sorbona ebbe l'incarico di insegnamento della lingua tedesca presso la scuola militare di St. Cyr e poco dopo di quello di professore di letteratura straniera a Douai.
Allo scoppio del conflitto franco-tedesco, 1870, lasciò l'insegnamento e si trasferì in Italia come corrispondente de The Times, sistemandosi a Firenze dove morì il 19 ottobre 1884.
Hillebrand scriveva con grande eleganza, oltre che in tedesco, la sua lingua madre, in francese, inglese ed italiano.
I suoi saggi raccolti con il titolo Zeiten, Volker and Menschen, pubblicati a Berlino nel 1885 mostrano una chiara visione dei problemi storici internazionali, illustrati con uno stile sobrio e piacevole.

## Bergenroth
Studiò il Calendar of Letters, Despatches, &c., relating to Negotiations between England and Spain di Gustav Adolf Bergenroth soffermandosi sui documenti che riguardavano la vicenda storica e umana di Giovanna di Castiglia.
Dopo avere approfondito il tema con ulteriori ricerche, pubblicò a Parigi nel 1869 il saggio Une ènigme de l'histoire. La captivité de Jeanne la Folle d'après des documents nouveaux con cui dimostrò la mistificazone storica della follia di Giovanna di Castiglia come risultato di un complotto di stato ordito contro di le dai suoi più stretti familiari.

## Le opere
Tra le sue opere si evidenziano Des conditions de la bonne comedie, 1863, La Prusse contemporaine, 1867, Etudes italiennes, 1868 e la traduzione del Griechische Literaturgeschichte, 1883, di Karl Otfried Müller.
Pubblicò solo due volumi dell'opera Geschichte Frankreichs von der Thronbesteigung Ludwig Philipps bis zum Fall Napoleons III che aveva ideato ben più ampia oltre a una serie di saggi sull'Italia con il titolo Italia, 1877 e in inglese il saggio German Thought during the Last Two Hundred Years, 1880.